# Capros de Elis
Capros de Elis (Griego antiguo: Κάπρος, siglo III a. C.) fue un antiguo atleta olímpico campeón griego originario de Elis,
Fue hijo de Pitágoras, aunque poco se sabe de su vida. Fue coronado 2 veces ganador en las competiciones de lucha libre y panhelénicos durante el 142 ( 212 a. C.) Juegos Olímpicos de la antigüedad, logrando vencer a los ex atletas olímpicos Clitómaco de Tebas (Pancracio), ganando tras una dura pelea, y Paianio (lucha libre) respectivamente.

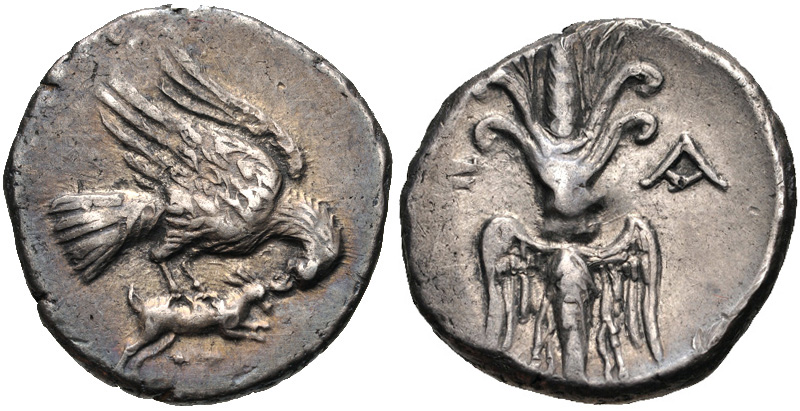
Dracma de Olimpia, datado entre los 134 Juegos Olímpicos (244 a. C.) y los 143 Juegos (208 a. C.)

Fue el primer atleta en ganar en un mismo día. En su honor, Capros fue galardonado como "el segundo después de Hércules", y se erigieron dos estatuas en su honor.